# 安民巷鄢家花厅
安民巷鄢家花厅，位于中国福建省福州市鼓楼区安民巷47、48号，清乾隆年间（1736—1795）建，光绪及民国年间重修西侧花厅。坐南朝北。西花厅保存完好，前后两进，均面阔三间，双坡顶，穿斗式木构架，围以封火墙。第一进天井，建有角亭。门窗、隔扇均用楠木精雕细刻，垂莲、雀替、斗拱、锯花等构件造型各异。2005年5月11日公布为第六批福建省文物保护单位。2013年3月5日作为“三坊七巷古民居建筑”之一公布为第七批全国重点文物保护单位，归入三坊七巷和朱紫坊建筑群。